# Rio Făgeţel (Bicăjel)
O Rio Făgeţel é um rio da Romênia, afluente do Bicăjel, localizado no distrito de Neamţ.